# Ленки Стрижівські
Ленки Стрижівські (пол. Łęki Strzyżowskie) — село в Польщі, у гміні Вояшувка Кросненського повіту Підкарпатського воєводства.
Населення — 1105 осіб (2011).

## Історія
Первісним населенням були русини-лемки, які з часом латинізувались і полонізувались, хоча греко-католики продовжували належати до парафії Ріпник Короснянського деканату.
Сьогодні релігійно село об'єднує католицька парафія Святого Христа.
У 1975-1998 роках село належало до Кросненського воєводства.

## Демографія
Демографічна структура станом на 31 березня 2011 року:
|          | Загалом | Допрацездатний вік | Працездатний вік | Постпрацездатний вік |
| -------- | ------- | ------------------ | ---------------- | -------------------- |
| Чоловіки | 547     | 104                | 374              | 69                   |
| Жінки    | 558     | 115                | 302              | 141                  |
| Разом    | 1105    | 219                | 676              | 210                  |

## Пам'ятки
Мурований неоготичний костел Матки Боскої Болісної 1902 року. Проте головною цінністю є не сам храм, а вирізьблена з дерева П'єта, датована ще 1370-ми роками, що стоїть у вівтарі костелу.
Ще однією пам'яткою Ленків є панський маєток родини Рогойських, що походить з 1852 року. Згодом його перебудовано Юзефом Лесиковським у другій половині ХІХ століття.